# Hiram Johnson
Hiram Warren Johnson (2 de septiembre de 1866 - 6 de agosto de 1945) fue un político progresista y más tarde republicano liberal y aislacionista de California. Fue el 23.º gobernador de California desde 1911 hasta 1917, ostentando el cargo de senador desde 1917 hasta 1945. Participó secundando a Theodore Roosevelt en las elecciones presidenciales de 1912.
Tras trabajar como taquígrafo y reportero, emprendió y concluyó la carrera de Derecho. Se inició como abogado en su ciudad natal de Sacramento, California, pero se mudó a San Francisco para trabajar como ayudante del fiscal de distrito. Johnson empezó a destacar por sus denuncias de la corrupción pública, lo que le permitió ganar la elección gubernativa de 1910 con la aprobación de la Liga Lincoln-Roosevelt. Instituyó varias reformas progresistas; estableció una comisión ferroviaria e introdujo algunos aspectos de la democracia directa: iniciativa legislativa popular, referéndum y revocatoria de mandato para los cargos electos que se mostraran indignos del puesto, dando a California un grado de participación popular en el gobierno sin igual en ningún otro estado de los EE. UU. Se unió con otros progresistas para formar el Partido Progresista y ganó su nominación para la vicepresidencia en 1912. El partido acabó segundo en el voto popular y electoral, logrando uno de los mejores resultados para un tercer partido en los Estados Unidos.
Johnson ganó un escaño en el Senado en 1916, convirtiéndose en el líder de los Republicanos Progresistas en la Cámara. Surgió como portavoz temprano del aislacionismo progresista, oponiéndose a la entrada estadounidense en la Primera Guerra Mundial y a su participación en la Sociedad de las Naciones. Como Republicano Liberal, después de la guerra contribuyó a promulgar la Ley de Inmigración de 1924, que limitó severamente la inmigración desde países del Asia Oriental. Compitió sin éxito en las primarias presidenciales republicanas en 1920 y 1924, y respaldó al Demócrata Franklin D. Roosevelt en las elecciones presidenciales de 1932. Y, aunque respaldó muchos programas del New Deal, empezó a oponerse a Roosevelt cuando prolongó su mandato. Permaneció en el Senado hasta su muerte en 1945.

## Primeros años
Johnson nació en Sacramento, California el 2 de septiembre de 1866; su padre fue un Representante Republicano, miembro de la Legislatura Estatal de California.
Asistió a escuelas estatales y al Heald College, y trabajó como taquígrafo para varios bufetes. Inició la carrera de Derecho, estudiando en la Universidad de California en Berkeley, y empezó a practicar la ley en Sacramento en 1888. En 1902, se mudó a San Francisco donde sirvió como fiscal ayudante de distrito y llegó a ser activo en la política reformista. Se casó con Minne L. McNeal, con quien tuvo dos hijos.

## Gobernador

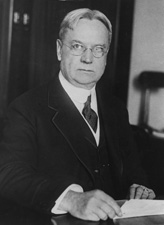
Johnson como gobernador

En 1910, Johnson ganó la elección gubernativa de California, con una política en contra del ferrocarril Southern Pacific. Como gobernador, desarrolló una política populista que implementó muchas reformas, como la elección popular de senadores. La administración de Johnson también intentó permitir que un candidato pudiera unirse a múltiples partidos políticos para derrocar lo que consideraba un establecimiento monolítico. En 1911, Johnson y los Progresistas añadieron la iniciativa popular, el referéndum, y la revocatoria al gobierno estatal, dando a California una democracia más directa que la de ningún otro estado.
Desempeñó un papel clave en crear una comisión ferroviaria para regular el poder del Ferrocarril Southern Pacific. 
Respaldó a regañadientes la Ley de Extranjeros y Tierra de 1913, que prohibió que los inmigrantes asiáticos pudieran poseer tierras en el estado.
Fundador del Partido Progresista en 1912, ese mismo año resultó proclamado candidato vicepresidencial para el partido. Johnson y el candidato presidencial Theodore Roosevelt acabaron en segundo lugar, perdiendo las elecciones frente al candidato demócrata Woodrow Wilson.
Resultó reelegido gobernador en 1914.

## Senador
El 16 de marzo de 1917, Johnson ingresó en el Senado. Tras la muerte de Theodore Roosevelt, se asumía que Johnson sería el líder de los Progresistas; sin embargo, en 1920 renunció a revitalizar el Partido Progresista y compitió por la presidencia en el partido Republicano liberal. Fue derrotado en las primarias por el senador Warren Harding de Ohio. En la convención del Partido, recibió el ofrecimiento de servir como candidato vicepresidencial para Harding, pero se negó.
Como Republicano liberal, contribuyó a promulgar la Ley de Inmigración de 1924 para prohibir la afluencia masiva de inmigrantes de Asia Oriental a los Estados Unidos.
Johnson compitió por la nominación republicana en 1924 contra Calvin Coolidge, pero otra vez la perdió.
Como senador resultó muy popular. En 1934, resultó reelegido con un 94,5 % del voto popular y fue votado tanto por los republicanos como por los demócratas.
En las elecciones presidenciales de 1932, rompió con el presidente republicano Hoover y respaldó a Franklin D. Roosevelt. Durante los inicios de la administración Roosevelt, respaldó el proyecto del New Deal y prestó su apoyo al presidente en las elecciones de 1936. Sin embargo, llegó a quedar desencantado con Roosevelt cuando este intentó ampliar la cantidad de jueces del Tribunal Supremo. 
Siendo aislacionista, votó en contra de la Sociedad de las Naciones y no asistió cuando el Senado votó a favor de ratificar el tratado fundacional de las Naciones Unidas, aunque dejó claro que si hubiera estado presente habría votado en contra.

## Muerte y Legado

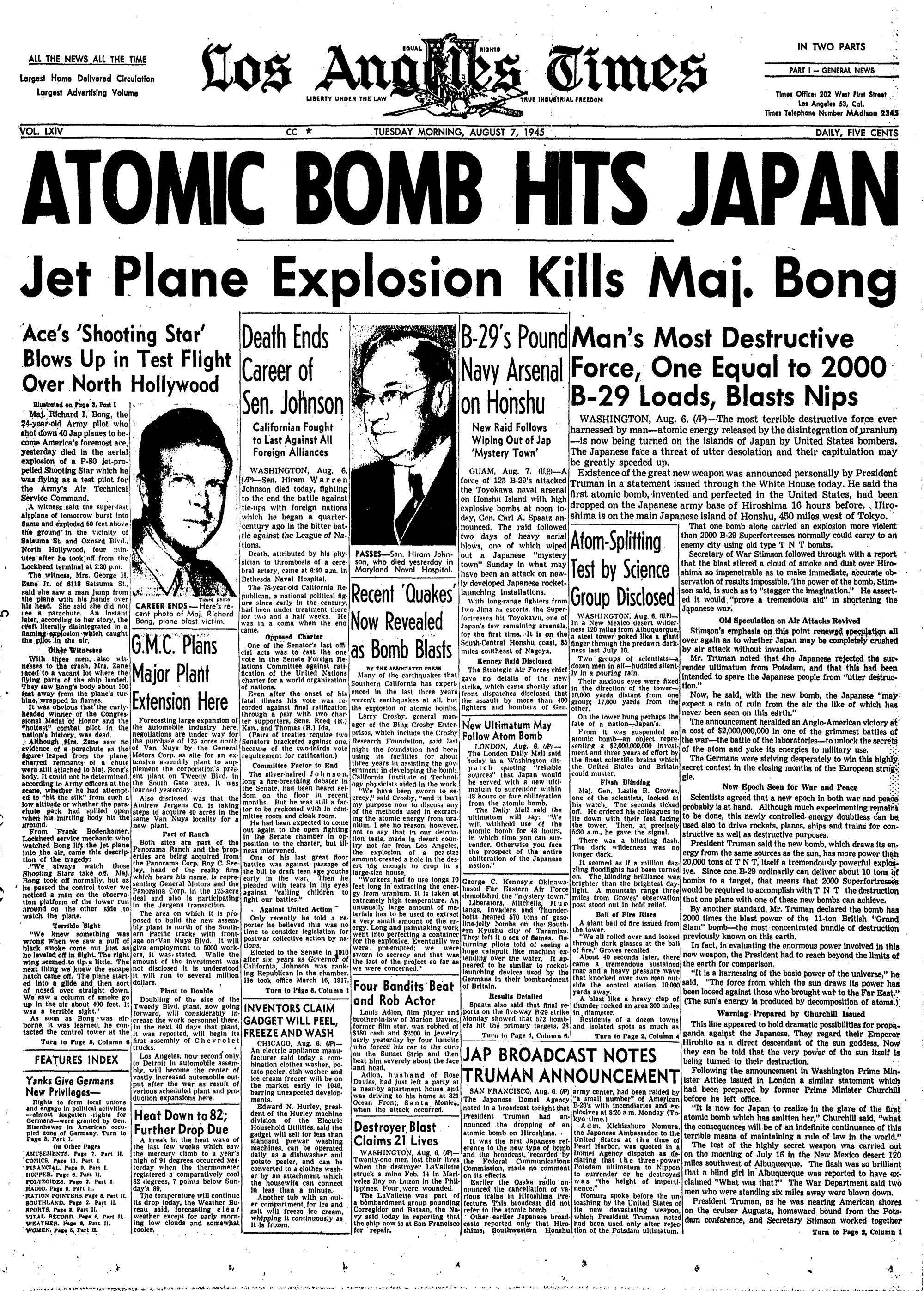
Su muerte fue destacada en los periódicos nacionales a pesar de que ocurrió el mismo día del bombardeo atómico de Hiroshima.

Johnson falleció en el Hospital Naval en Bethesda, Maryland, el 6 de agosto de 1945. Está enterrado en Cypress Lawn Memorial Park en Colma, California.
El 25 de agosto de 2009, el gobernador Schwarzenegger anunció que Johnson sería aceptado en el Salón de la Fama de California. Los documentos de Hiram Johnson están en la Biblioteca Bancroft en la Universidad de California en Berkeley. El colegio Hiram Johnson en Sacramento, California lleva este nombre en su honor. Se le atribuye la famosa frase «la primera víctima de una guerra es la verdad», pronunciada al parecer en 1917.